# 托克馬克河
托克馬克河（烏克蘭語：Токмак）是位於烏克蘭東南部扎波羅熱州的河流，並屬於莫洛奇納河的左支流。該河始於上托克馬克，流經托克馬克，終於莫洛昌斯克以北，河道全長197公里。